# Pachydisca guernisacii
Pachydisca guernisacii är en svampart som först beskrevs av P. Crouan & H. Crouan, och fick sitt nu gällande namn av Jean Louis Emile Boudier 1885. Pachydisca guernisacii ingår i släktet Pachydisca och familjen Helotiaceae.   Inga underarter finns listade i Catalogue of Life.